# OFC Futsal Championship 2008
Il quinto Oceanian Futsal Championship è stato disputato dall'8 giugno al 14 giugno 2008 a Suva nelle isole Figi presso la Vodafone Arena. È stato considerato il quinto campionato continentale dell'Oceania per formazioni nazionali di calcio a 5.
Il girone, composto da sette formazioni, aveva il duplice scopo di eleggere la miglior formazione nazionale di calcio a 5 d'Oceania e di stabilire contestualmente la nazionale avente diritto alla qualificazione al sesto FIFA Futsal World Cup in programma in Brasile. A farla da padrone nella breve manifestazione (7 giorni) furono le Isole Salomone che con cinque vittorie vinse il girone laureandosi campione continentale per la prima volta e qualificandosi ai mondiali.

## Risultati e classifica
| Squadra         | Pti | G | V | N | P | GF | GS | DR  |
| --------------- | --- | - | - | - | - | -- | -- | --- |
| Isole Salomone  | 15  | 6 | 5 | 0 | 1 | 41 | 19 | +22 |
| Tahiti          | 13  | 6 | 4 | 1 | 1 | 21 | 12 | +9  |
| Vanuatu         | 12  | 6 | 4 | 0 | 2 | 29 | 8  | +21 |
| Nuova Zelanda   | 9   | 6 | 3 | 0 | 3 | 22 | 16 | +6  |
| Figi            | 9   | 6 | 3 | 0 | 3 | 31 | 31 | 0   |
| Nuova Caledonia | 4   | 6 | 1 | 1 | 4 | 22 | 30 | –8  |
| Tuvalu          | 0   | 6 | 0 | 0 | 6 | 7  | 57 | –30 |

| Qualificata per la FIFA Futsal World Cup 2008 |

| Suva 8 giugno 2008 | Isole Salomone | 5 – 1 | Nuova Zelanda | Vodafone Arena |

| Suva 8 giugno 2008 | Tuvalu | 0 – 6 | Vanuatu | Vodafone Arena |

| Suva 8 giugno 2008 | Figi | 4 – 2 | Nuova Caledonia | Vodafone Arena |

| Suva 9 giugno 2008 | Nuova Zelanda | 2 – 1 | Vanuatu | Vodafone Arena |

| Suva 9 giugno 2008 | Isole Salomone | 8 – 5 | Nuova Caledonia | Vodafone Arena |

| Suva 9 giugno 2008 | Tuvalu | 1 – 3 | Tahiti | Vodafone Arena |

| Suva 10 giugno 2008 | Vanuatu | 11 – 1 | Nuova Caledonia | Vodafone Arena |

| Suva 10 giugno 2008 | Nuova Zelanda | 2 – 3 | Tahiti | Vodafone Arena |

| Suva 10 giugno 2008 | Isole Salomone | 11 – 6 | Figi | Vodafone Arena |

| Suva 11 giugno 2008 | Nuova Caledonia | 2 – 2 | Tahiti | Vodafone Arena |

| Suva 11 giugno 2008 | Vanuatu | 5 – 2 | Figi | Vodafone Arena |

| Suva 11 giugno 2008 | Nuova Zelanda | 13 – 1 | Figi | Vodafone Arena |

| Suva 12 giugno 2008 | Tahiti | 9 – 2 | Figi | Vodafone Arena |

| Suva 12 giugno 2008 | Nuova Caledonia | 10 – 2 | Tuvalu | Vodafone Arena |

| Suva 12 giugno 2008 | Vanuatu | 5 – 2 | Isole Salomone | Vodafone Arena |

| Suva 13 giugno 2008 | Figi | 13 – 2 | Tuvalu | Vodafone Arena |

| Suva 13 giugno 2008 | Tahiti | 2 – 4 | Isole Salomone | Vodafone Arena |

| Suva 13 giugno 2008 | Nuova Caledonia | 2 – 3 | Nuova Zelanda | Vodafone Arena |

| Suva 14 giugno 2008 | Tuvalu | 0 – 12 | Isole Salomone | Vodafone Arena |

| Suva 14 giugno 2008 | Figi | 4 – 2 | Nuova Zelanda | Vodafone Arena |

| Suva 14 giugno 2008 | Tahiti | 2 – 1 | Vanuatu | Vodafone Arena |